# Capo

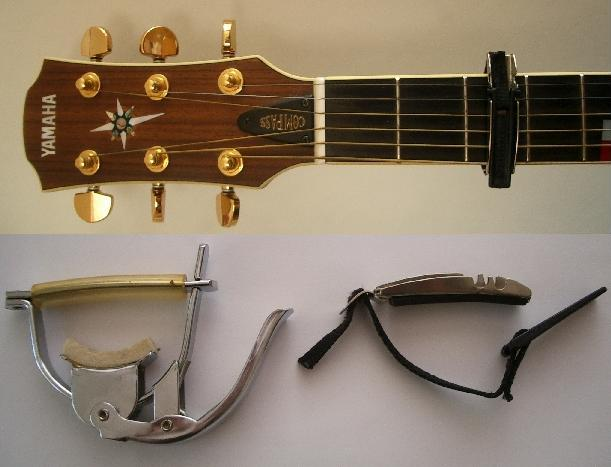
Ghi-ta với thiết bị tăng âm

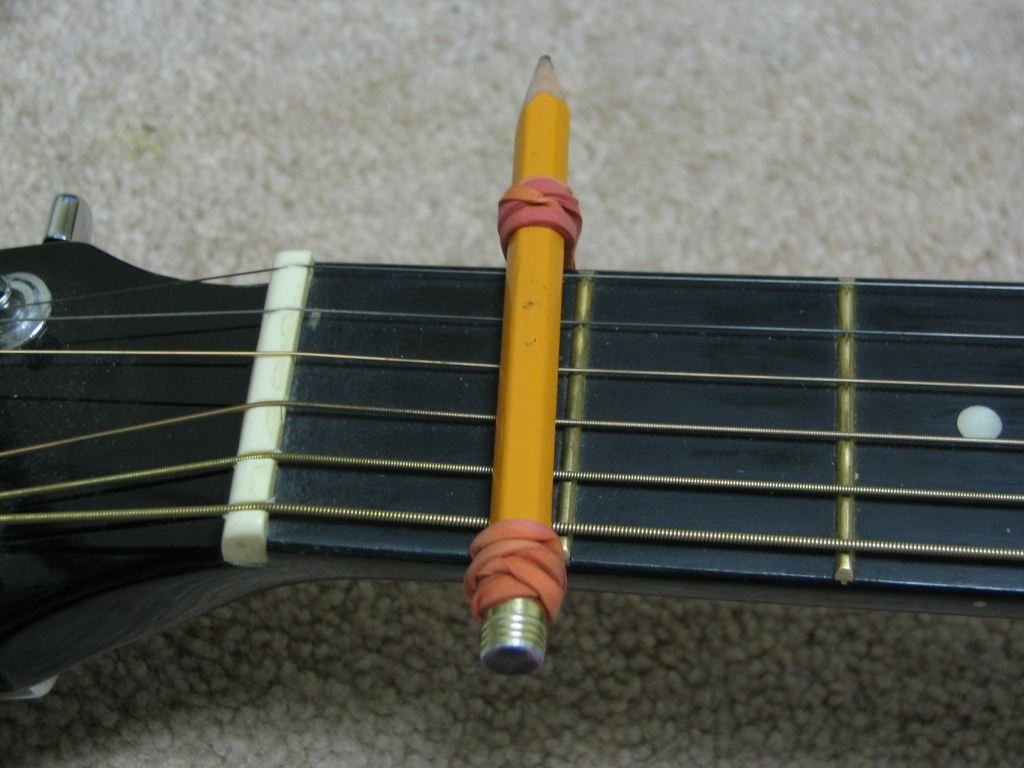
làm tăng âm đơn giản bằng bút chì

Capo (hay "capo tasto", bộ phận tăng âm) là một cái tên xuất phát từ tiếng Ý. Capo nghĩa là "đầu", tasto nghĩa là "cái cà vạt". Capo là một dụng cụ dùng để làm giảm độ dài của dây đàn, nhằm tăng độ cao của âm (tăng tần số của âm) của các nhạc cụ thuộc bộ dây, như đàn Ghi-ta, mandolin... Tên gọi này được dùng lần đầu tiên bởi G.B. Doni năm 1640. Mặc dù capo đã bắt đầu thịnh hành vào những năm đầu của thế kỷ 17.
Có nhiều cách để chế tạo capo, thường người ta hay dùng cách buộc cho dây đàn vào sát với phím đàn. Như vậy, có thể chỉ cần dùng dây thun buộc 2 đầu cây viết chì vào sát với phím đàn là xong (không nên dùng bút chì thân tròn).
Dùng capo có thể thay đổi độ cao của dây đàn, từ đó không cần phải chuyển đổi cung. Nhược điểm của capo là nó chỉ có tác dụng với những nốt từ phím đàn trở xuống "con ngựa dưới". Tuy nhiên, ngày nay người ta chế tạo capo đặt ở phía dưới thùng đàn, nên khắc phục được nhược điểm trên.